# بورنان
بورنان (أو كامفان camphane) مركب يشبه مركب نوربورنان؛ اسمه يشير إلى بورنيو، موطن شجرة  قرفة كافور  والتي يستخلص منها مركبات بورنان وما يتصل بها.

## الاسم العلمي وفقاً لـ IUPAC
(1S,4S)-1,7,7-trimethylbicyclo[2.2.1]heptane

## الصيغة الكيميائية
C10H18 

## الكتلة المولية
138.24992 غ/مول